# Satan Met a Lady
Satan Met a Lady és una pel·lícula estatunidenca dirigida per William Dieterle i estrenada l'any 1936.

## Argument
Durant un viatge a San Francisco en tren, Ted Shayne (Warren William), un excèntric detectiu privat amb fama de ser un investigador implacable, coneix Valerie Purvis (Bette Davis), una atractiva rossa que no ignora la notorietat de Shayne. Li demana que treballi per a ella i que localitzi Madame Barabbas (Alison Skipworth), una dona misteriosa a la qual ha de trobar, insisteix, per raons que amaga. Quan Madame Barabbas s'assabenta que Shayne l'està cercant, envia un dels seus agents (Maynard Holmes) perquè n'esbrini el motiu. Aquest no aconsegueix cap informació de la senyoreta Murgatroyd (Marie Wilson), la secretària de Shayne, però li dona l'encàrrec que el detectiu vagi a visitar Madame. Aquesta li ofereix una quantiosa suma perquè li comuniqui el parador de Valerie i, així, poder assabentar-se de quan arribarà a San Francisco un fabulós tresor artístic: una banya de moltó, que té incrustades gemmes d'un valor incalculable. Madame Barabbas li explica a Shayne que ha passat anys tot cercant aquest tresor i que, mentre es trobava a Orient, Valerie, una de les seues agents, el va robar i va desaparèixer. En sospitar de Valerie després d'interrogar-la i sentir una història diferent, Shayne fa que el seu soci Ames (Porter Hall) li segueixi els passos. Creient que Ames és un dels homes de Madame, Valerie el mata i, per amagar la seua pista, demana a Shayne que rebi la banya de moltó en el seu nom de mans d'un home que arribarà en vaixell. Després d'aconseguir el tresor, Madame Barabbas i els seus sicaris l'hi roben, però Valerie també fa la seua aparició al moll i aconsegueix recuperar-lo pistola en mà. Mentrestant, la senyoreta Murgatroyd, tement que Shayne pugui córrer perill, ha cridat la policia. Arriba al moll un grup de detectius i arresten a tothom, després de sentir la confessió d'assassinat de Valerie i l'extraordinària història de Shayne.

## Crítica
- "(...) No és més que galanteria observar que, si Bette Davis no hagués mantingut eficaçment la seua causa contra els Warner, deixant fa poc temps la seua ocupació amb ells, el Govern Federal hauria d'acabar per intervenir-hi i fer alguna cosa per ella. Després de veure Satan Met a Lady, tota persona raonable ha de reconèixer que un "Projecte de Recuperació de Bette Davis" (PRBD), per a impedir que es malgasti el talent d'aquesta dama tan ben dotada, no constituiria una addició massa dràstica als diversos programes per a la conservació dels recursos naturals."[2]

## Repartiment
- Bette Davis
- Warren William
- Alison Skipworth
- Arthur Treacher
- Winifred Shaw
- Marie Wilson
- Porter Hall
- Maynard Holmes
- Olin Howard
- Charles Wilson
- Joseph King
- Barbara Blane
- William B. Davidson[1]

## Lapsus del rodatge
- El rètol que es veu a l'indret del primer assassinat està mal escrit: "Glen Lawn Cemetary".[3]

## Frases cèlebres
- Valerie Purvis: Me'n recordo, de vostè. Vostè és l'altre home.
- Ted Shayne: Soc jo, germana. Sovint m'han anomenat com l'altre home.[4]

## Galeria d'imatges del film

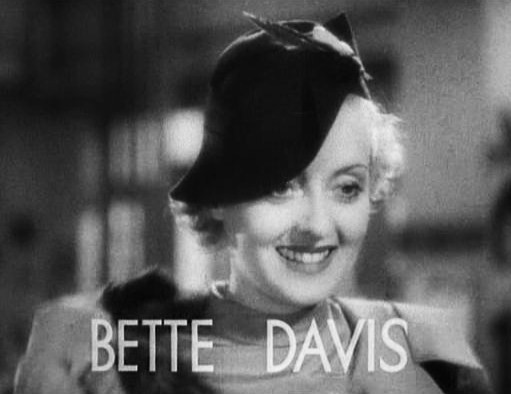
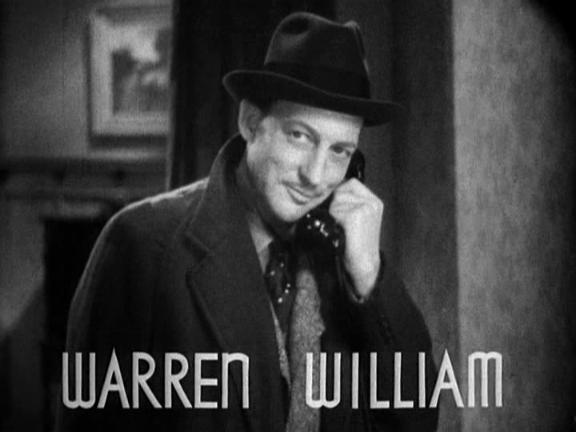
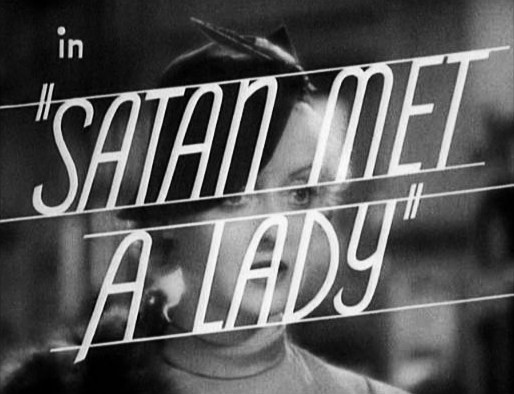
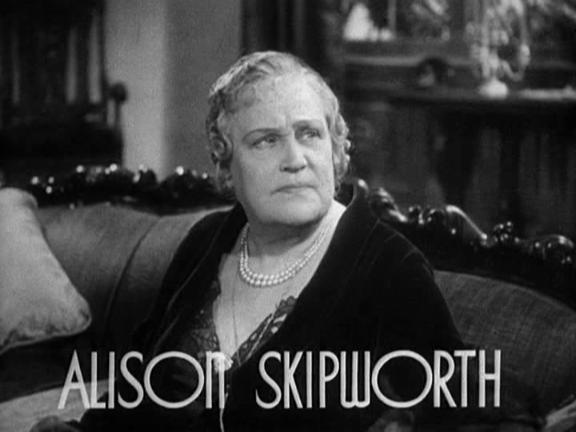
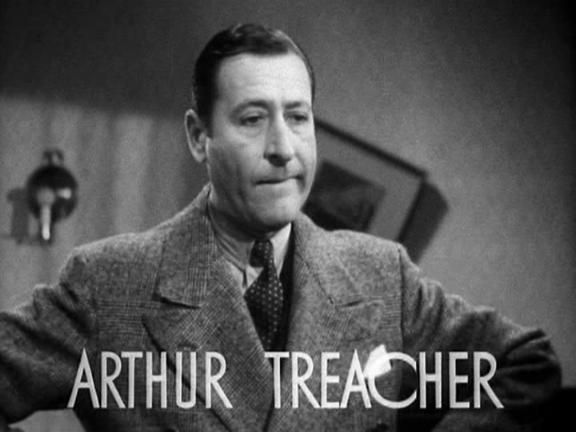
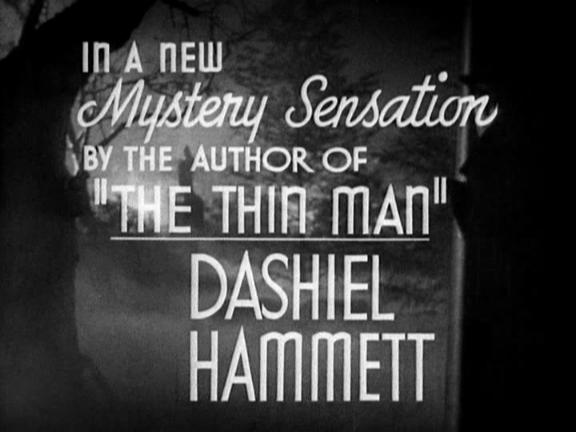
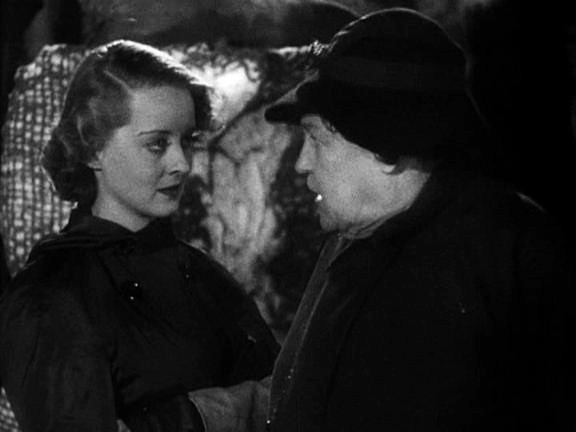
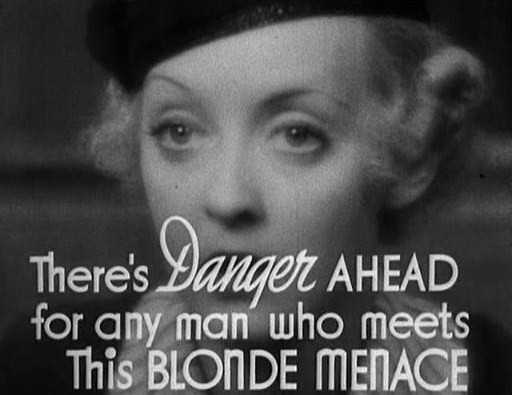
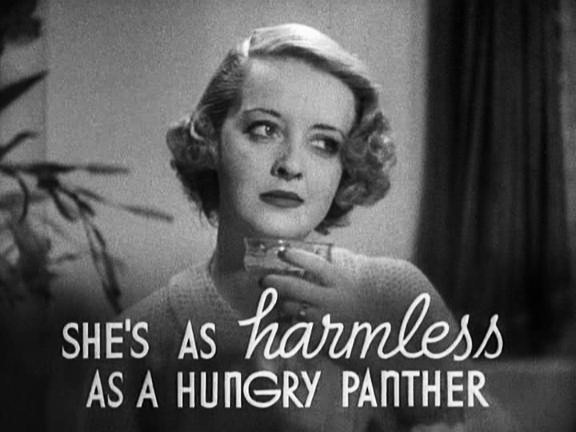
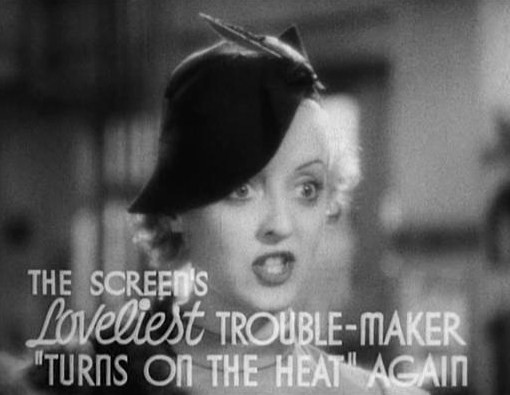
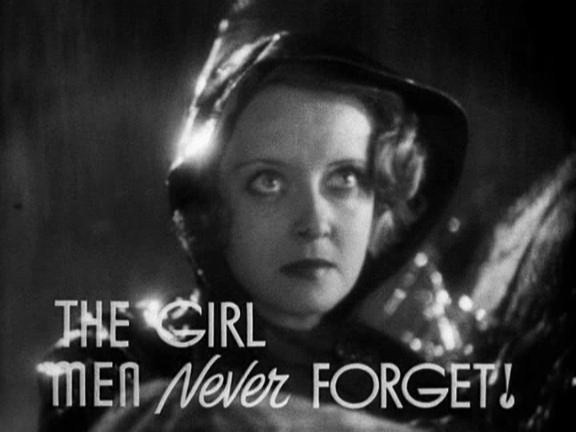
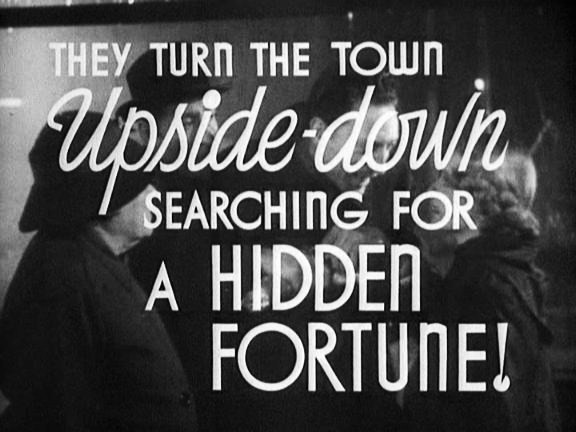
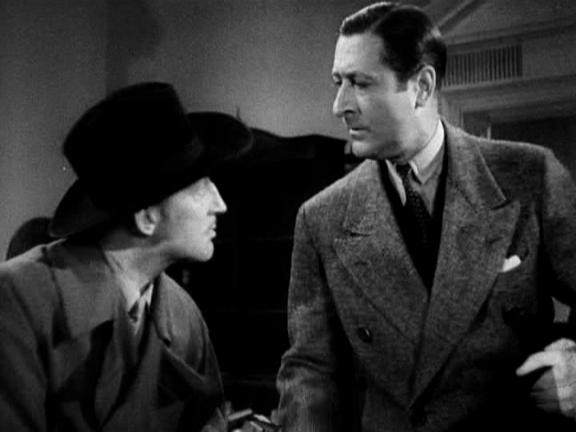
Warren William i Arthur Treacher en una escena de la pel·lícula
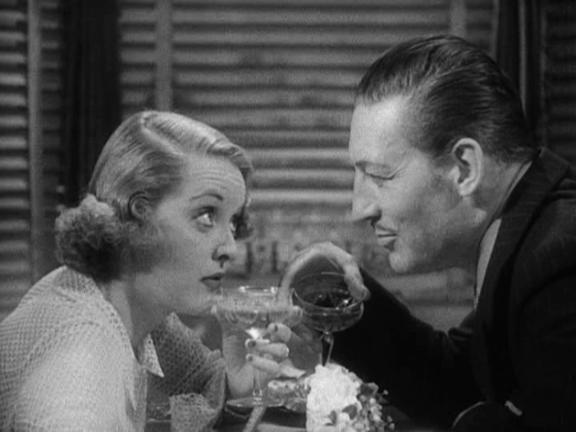
Ted a Valerie: "Després que hagi aclarit un parell d'assassinats, vostè i jo podríem xalar d'allò més"